# ألكسيس لوبيز
ألكسيس لوبيز (بالإسبانية: Alexis López)‏ هو مجدف مكسيكي، ولد في 1 مايو 1997 في مكسيكالي في المكسيك.

## وصلات خارجية
- ألكسيس لوبيز على موقع الاتحاد الدولي للتجديف (الإنجليزية)
- ألكسيس لوبيز على موقع اللجنة الأولمبية الدولية (الإنجليزية)